# Chaetosphaerella
Chaetosphaerella är ett släkte av svampar. Chaetosphaerella ingår i familjen Chaetosphaerellaceae, ordningen Coronophorales, klassen Sordariomycetes, divisionen sporsäcksvampar och riket svampar.
|                  | Diplosporium                                                                            |
|                  |                                                                                         |
|                  | Crassochaeta                                                                            |
|                  |                                                                                         |
|                  | Veramycina                                                                              |
|                  |                                                                                         |
|                  | Spinulosphaeria                                                                         |
|                  |                                                                                         |
| Chaetosphaerella | \| \| Chaetosphaerella fusca \| \| \| \| \| \| Chaetosphaerella phaeostroma \| \| \| \| |
|                  | \| \| Chaetosphaerella fusca \| \| \| \| \| \| Chaetosphaerella phaeostroma \| \| \| \| |
|                  | Chaetosphaerella fusca                                                                  |
|                  |                                                                                         |
|                  | Chaetosphaerella phaeostroma                                                            |
|                  |                                                                                         |

|  | Chaetosphaerella fusca       |
|  |                              |
|  | Chaetosphaerella phaeostroma |
|  |                              |